# Strensall
Strensall est un village du Yorkshire du Nord, en Angleterre. Il est situé à quelques kilomètres au nord de la ville d'York, sur la rive est de la rivière Foss. Administrativement, il relève de l'autorité unitaire de la Cité d'York. Au recensement de 2011, la paroisse civile de Strensall with Towthorpe, qui comprend également le village voisin de Towthorpe, comptait 6 047 habitants. Le seul Strensall comptait 3 815 habitants lors du recensement précédent, en 2001.
Jusqu'en 1996, Strensall relevait du district du Ryedale. Le village jouxte la zone spéciale de conservation de Strensall Common, qui est administrée par le Yorkshire Wildlife Trust.

## Étymologie
Strensall provient de deux éléments vieil-anglais : strēon « trésor, descendance » et halh « coin de terrain ». Ce nom est attesté sous la forme Strenshale dans le Domesday Book, à la fin du XIe siècle.